# Bauska
Bauska (en alemán: Bauske, en polaco: Bowsk) es una villa de la municipalidad de Bauska, en la región de Semigalia al sur de Letonia. La población está situada en la confluencia de los ríos Mūsa y Mēmele donde forman el río Lielupe. Bauska se encuentra a 66 km de la capital letona Riga y a 20 km de la frontera con Lituania.

## Historia
El territorio circundante a Bauska estaba originalmente habitado por tribus semgalianas. A mediados del siglo XV la Orden Livona construyó el castillo de Bauska. La población comenzó a desarrollarse en su ubicación actual alrededor de 1580 consiguiendo sus derechos de villa en 1609.
Tras la Guerra Livona Bauska pasó a formar parte del Ducado de Curlandia. El castillo y la ciudad sufrieron intensamente durante los siglos XVII y el XVIII, debido a los ataques suecos durante la Guerra de los Treinta Años y rusos en la Gran Guerra del Norte. En 1711 una plaga asoló la ciudad, exterminando a la mitad de la población. En 1812 la guerra regresó de nuevo cuando Bauska se convirtió en lugar de paso del ejército de Napoleón en su ruta hacia Moscú.
Tras las guerras, Bauska disfrutó de un periodo de estabilidad y creció como centro del comercio entre Riga y Lituania. Muchos habitantes eran mercaderes o fabricantes de cerámica, aunque también había una gran fábrica de cerveza. Históricamente todos los asuntos sociales estaban en manos de la burguesía germana. Sin embargo, en el siglo XVIII muchos judíos se trasladaron a la villa y en 1850 ya componían la mitad de la población diluyendo la fuerte influencia alemana. 
Cuando la ciudad fue tomada por el Ejército alemán en 1915 cerca de la mitad de los habitantes huyeron. En 1916 los alemanes instalaron el primer suministro eléctrico de la villa. Tras una breve ocupación del Ejército Rojo, los alemanes reconquistaron la ciudad, hasta 1919 cuando el ejército letón expulsó a los bermondtianos definitivamente. 
Desde 1918 a 1940, los habitantes letones aumentaron considerablemente en Bauska, alcanzando el 75% de la población, aunque los judíos y alemanes todavía mantenían una notable presencia. En 1939 justo antes de la Segunda Guerra Mundial casi la totalidad de los alemanes residentes en la ciudad regresaron a Alemania y como consecuencia directa del Holocausto en 1941, los judíos, la otra minoría tradicional de la ciudad, también desapareció. En 1944, el Ejército Rojo invadió la villa. Tras seis semanas de bombardeos y ataques aéreos cerca de un tercio de los edificios fueron destruidos.
Durante la etapa soviética el número de residentes alcanzó los 10 000 y tanto el porcentaje de letones como de rusos mostró un importante crecimiento.

## Demografía

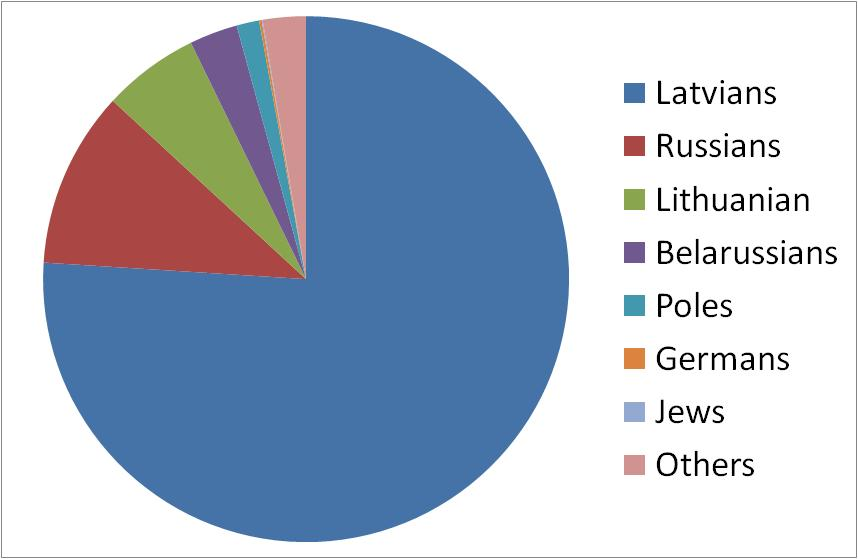
Etnias en Bauska.

| \| Residentes en Bauska por etnia \| Residentes en Bauska por etnia \| Residentes en Bauska por etnia \| Residentes en Bauska por etnia \| Residentes en Bauska por etnia \| \| ------------------------------ \| ------------------------------ \| ------------------------------ \| ------------------------------ \| ------------------------------ \| \| \| \| \| \| \| \| Letones \| Letones \| \| 77 % \| 77 % \| \| Rusos \| Rusos \| \| 11 % \| 11 % \| \| Lituanos \| Lituanos \| \| 6 % \| 6 % \| \| Bielorrusos \| Bielorrusos \| \| 3 % \| 3 % \| \| Polacos \| Polacos \| \| 1.41 % \| 1.41 % \| \| Alemanes \| Alemanes \| \| 0.16 % \| 0.16 % \| \| Judíos \| Judíos \| \| 0.06 % \| 0.06 % \| \| Otros \| Otros \| \| 2.68 % \| 2.68 % \| |             |  |        |        |
| Residentes en Bauska por etnia |             |  |        |        |
| |             |  |        |        |
| Letones | Letones     |  | 77 %   | 77 %   |
| Rusos | Rusos       |  | 11 %   | 11 %   |
| Lituanos | Lituanos    |  | 6 %    | 6 %    |
| Bielorrusos | Bielorrusos |  | 3 %    | 3 %    |
| Polacos | Polacos     |  | 1.41 % | 1.41 % |
| Alemanes | Alemanes    |  | 0.16 % | 0.16 % |
| Judíos | Judíos      |  | 0.06 % | 0.06 % |
| Otros | Otros       |  | 2.68 % | 2.68 % |

### Comunidad judía
En Bauska vivió una floreciente comunidad judía durante el siglo XIX, entre los cuales había estudiosos y ciudadanos que se ganaban la vida con ocupaciones como la panadería y las destilerías. La villa albergaba varios rabinos notables, como Abraham Isaac Kook, futuro Gran Rabino de Israel; Mordechai Eliasberg; o Chaim Yitzchak Bloch Hacohen.
En 1850, los judíos conformaban el 50 % de la población de Bauska. En 1920 la población judía había menguado a una sexta parte de lo que había sido 40 años antes. En 1941, tras la invasión Nazi, los judíos restantes de Bauska y sus alrededores fueron ejecutados y/o torturados.
En 2011, tras una conferencia sobre el patrimonio cultural judío de Bauska celebrada en la década de 1990, se inauguró en el museo de Bauska una exposición sobre la historia judía de la ciudad. Un grupo de judíos que eran antiguos habitantes de Bauska propuso establecer un monumento conmemorativo en el lugar donde se incendió la Gran Sinagoga en julio de 1941. En octubre de 2017, se inauguró en el lugar el "Jardín de la Sinagoga", un monumento conmemorativo creado por el Consejo de Comunidades Judías de Letonia y el escultor letón Girts Burvis.

## Ciudades hermanadas
- Kolomna, Rusia
- Rypin, Poland